# Columna Iberia
La Columna «Iberia» fue una unidad de milicias que operó al comienzo de la Guerra civil española.

## Historia
La columna fue creada en septiembre de 1936, compuesta por efectivos de la Federación Anarquista Ibérica (FAI) de Levante. Estuvo organizada en centurias que actuaban bajo la dirección de un comité de guerra, del cual formaban parte conocidos anarquistas como Vicente Sanchís, Modesto Mameli o José Padilla. Incluso, llegó a contar con servicios propios de abastecimiento y sanidad, así como con un hospital de campaña con 72 camas para heridos.
La columna marchó al frente de Teruel, donde permaneció la mayor parte de su existencia. Con posterioridad quedaría bajo el mando del coronel Jesús Velasco Echave, comandante de la columna «Torres-Benedito». No llegó a intervenir en la ofensiva republicana sobre Teruel, en diciembre de 1936. En la primavera de 1937 la columna fue militarizada sin oposición de sus miembros. De esta militarización surgió la 81.ª Brigada Mixta, si bien parte de sus efectivos formaron la 94.ª Brigada Mixta.